# Carretera Nacional N-VI
Die Carretera Nacional N-VI ist eine Nationalstraße in Spanien. Sie war mit einer Gesamtlänge von 606 Kilometern die drittlängste der sechs sternförmig von Madrid ausgehenden und bis zur äußeren Begrenzung Spaniens führenden Nationalstraßen. Heute existiert die Strecke nur noch auf ca. 405 Kilometer langen Abschnitten parallel zu den Autobahnen A-6 und AP-9.

## Verlauf
Die Carretera Nacional N-VI führte von der Hauptstadt Madrid aus über Collado Villalba und Lugo nach Betanzos, wo sie sich in zwei Äste zu den Endpunkten in A Coruña und Ferrol verzweigte. Festgelegt wurde diese Streckenführung um 1940.
Auf vielen Abschnitten wurde die Nationalstraße bereits durch die Autobahn A-6 ersetzt bzw. zu dieser ausgebaut. Dies sind die Abschnitte Madrid – Collado Villalba und Adanero – Benavente. Zwischen Collado Villalba und Adanero (70 km), zwischen Benavente und La Coruña (329 km) verläuft die noch bestehende N-VI parallel zu der Autobahn A-6.
Die Abschnitte, die nicht zur Autobahn A-6 ausgebaut wurden, wurden zum Teil zur Carretera Nacional N-VIa umwidmet oder tragen weiterhin die Bezeichnung N-VI. Dies sind die Abschnitte bei Villalpando, Rueda (2,2 km) und Tordesillas (4,2 km). Diese meist sehr kurzen Strecken waren Bestandteile der historischen Straßenführung der Nationalstraße N-VI, die durch diese Ortschaften verlief. Im Verlauf der Autobahn A-6 wurden jedoch Ortsumfahrungen gebaut, sodass dadurch die Strecken durch die Ortschaften erhalten blieben.